# Sparks, Nevada
Sparks är en stad (city) i Washoe County i delstaten Nevada i USA. Staden hade 108 445 invånare på en yta av 94,66 km² (2020). Sparks ligger strax öster om Reno, men städerna är i praktiken sammanbyggda.